# Wilhelm I. (Normandie)

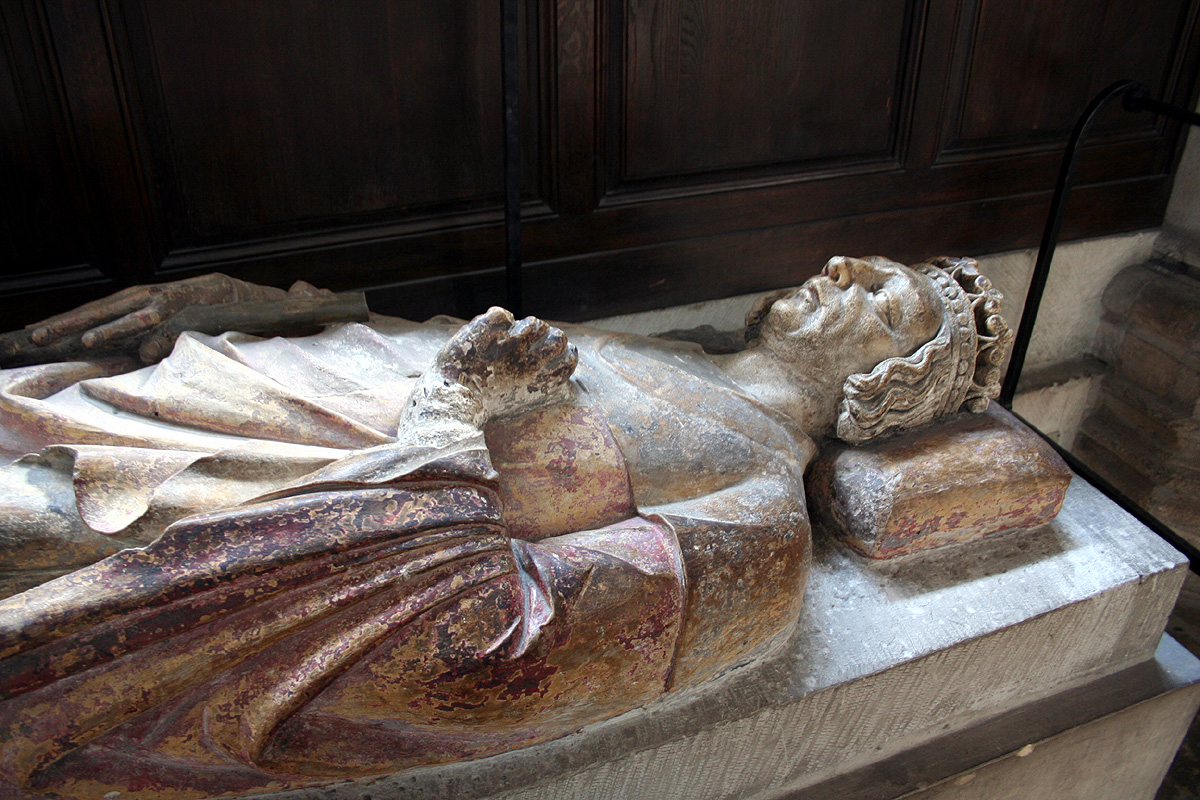
Die im 14. Jahrhundert gestaltete Liegefigur für das Grab des Herzogs Wilhelm Langschwert in der Kathedrale von Rouen.

Wilhelm I. genannt Langschwert (Guillaume Longue Épée) († 17. Dezember 942) war Graf von Rouen und Jarl der Normannen.

## Werdegang
Er wurde außerhalb der Normandie in einem der vielen Territorien der Wikinger geboren, bevor sich sein Vater Rollo in Nordfrankreich niederließ. Seine Mutter war Poppa von Bayeux, eine Christin und die Tochter eines Grafen Berengar. Laut der Klagedichtung (Planctus) über seinen gewaltsamen Tod war er selbst christlich getauft.
Wilhelm folgte Rollo um 927/932; er scheint in den ersten Regierungsjahren einem Aufstand von Normannen gegenübergestanden zu haben, die ihn für zu frankenfreundlich hielten.
Die folgenden Jahre liegen im Dunkeln.
Dudo von Saint-Quentin (* um 965, + vor 1043) berichtet in seinen "Gesta Normannorum" in Kap. 23 ("Wilhelm rettet König Ludwig IV. den Überseeischen vor fränkischen Aufständischen und wird Pate seines Sohns Lothar") über ein kurzes Gespräch zwischen Wilhelm I. Langschwert, Herzog der Normandie, und Hermann Billung, Herzog von Sachsen, berichtet.
Zur Überraschung Wilhelms spricht Hermann ihn auf Dänisch (bei Dudo 'Dakisch') an, das die Sachsen sonst ja nicht beherrschen. Hermann erklärt ihm daraufhin, dass er es gegen seinen Willen als Kriegsgefangener in Dänemark gelernt habe: "Weil Deine Linie, die so überaus häufig die zahlreichen Festungen meines Herzogtums angriff, zahllose Gefechte gegen mich führte und mich als Kriegsgefangenen in ihr Land brachte; aus diesem Grund lernte ich es gegen meinen Willen".
Das Gespräch müsste Ende 941 stattgefunden haben, da Ludwigs IV. Sohn Lothar (Frankreich), der laut Dudo am Tag vor dem oben erwähnten Treffen und Gespräch geboren worden sein und auf Bitten von Ludwig IV. von Wilhelm I. Langschwert als Paten den Namen Lothar erhalten sollte, Ende 941 getauft wurde.
So kurz diese Episode bzw. dieses Gespräch auch verlief, Dudo war sie es auf jeden Fall wert, erwähnt zu werden.
Zu Hermann Billung ließ sich bislang keinerlei Erwähnung einer solchen, zudem für das Erlernen des Dänischen offenbar ausreichend langen Kriegsgefangenschaft (vor 941) in Dänemark bzw. in dänischem Gewahrsam finden, bzw. wann dies gewesen sein sollte. Das konnte Ende 941 noch nicht lange her sein, da Hermann Billung überhaupt erst 936 durch Otto I. den Großen zum Princeps militiae ernannt und Präfekt in Ostsachsen wurde.
939 wurde Wilhelm I. in einen Krieg mit Arnulf von Flandern verwickelt, der sich bald mit den übrigen Konflikten der Regierungszeit Ludwigs IV. vermischte. Wilhelm I. Langschwert fiel ein Jahr nach dem von Dudo erwähnten Gespräch am 17.12.942, während eines Treffens zur Beilegung des Konflikts, einem Mordanschlag im Auftrag Arnulfs von Flandern zum Opfer.

Nachkommen
Konkubinat mit Sprota von der Bretagne.
- Richard I. (Normandie) (* 932; † 996), Herzog der Normandie

Verheiratet in 2. Ehe mit Liutgard von Vermandois.
- Hildegard, Gräfin von Montmorency